# Soucieu-en-Jarrest
Soucieu-en-Jarrest è un comune francese di 3 775 abitanti situato nel dipartimento del Rodano della regione Alvernia-Rodano-Alpi.

## Società

### Evoluzione demografica
Abitanti censiti